# Шишкин, Олег Николаевич
Оле́г Никола́евич Ши́шкин (род. 26 июня 1934, Судогда, Ивановская Промышленная область) — советский государственный и партийный деятель, организатор науки и промышленности в области ракетно-космических систем, Герой Социалистического Труда (1982).

## Биография
Родился 26 июня 1934 года в городе Судогда Ивановской Промышленной (ныне Владимирской) области.
- 1952—1957 — студент Московского электротехнического института связи.
- 1957—1960 — младший научный сотрудник ЦНИИ № 22 Министерства обороны СССР.
- 1960—1962 — старший инженер НИИ-88 в г. Калининграде Московской области.
- 1962—1963 — первый секретарь Калининградского горкома ВЛКСМ, заведующий промышленно-транспортным отделом Калининградского горкома КПСС Московской области.
- 1963—1965 — заместитель начальника отдела НИИ-88.
- 1965—1966 — секретарь Калининградского горкома КПСС.
- 1966—1977 — директор НИИ измерительной техники Министерства общего машиностроения СССР.
- 1977 — директор и главный конструктор НИИ точных приборов Министерства общего машиностроения СССР.
- 1977—1981 — генеральный директор и главный конструктор научно-производственного объединения точных приборов Министерства общего машиностроения СССР.
- C 1981 года в аппарате Министерства общего машиностроения СССР: заместитель министра, с 1987 — первый заместитель министра.
- 1989—1991 — министр общего машиностроения СССР.
- 1991—1994 — президент корпорации «Рособщемаш».

С 1994 года — на пенсии.

## Награды
- Герой Социалистического Труда (1982)
- 2 ордена Ленина (1975, 1982)
- Орден Трудового Красного Знамени (1966)
- Лауреат Ленинской премии (1986)
- Премия Правительства Российской Федерации имени Ю. А. Гагарина в области космической деятельности (2011) — за развитие ракетно-космической промышленности, организацию космической деятельности и использования её результатов в интересах науки, обеспечения социально-экономического развития и обороноспособности страны
- медали